# Signalisationsverordnung

Strassensignale entsprechend der SSV

Die Schweizer Signalisationsverordnung (französisch Ordonnance sur la signalisation routière, italienisch Ordinanza sulla segnaletica stradale) wurde vom Eidgenössischen Departement für Umwelt, Verkehr, Energie und Kommunikation aufgrund Art. 5 Strassenverkehrsgesetz erlassen und regelt die Bedeutung, Gestaltung, Eigenschaften wie Grösse und Reflexionsvermögen sowie Anbringung von Strassensignalen und die Bodenmarkierungen in der Schweiz sowie die Zulässigkeit von Werbung in der Nähe von Strassen (Strassenreklame). Es legt ausserdem Strafbestimmungen für die Nichteinhaltung der durch die Verordnung getroffenen Anordnungen fest. Das aus den Signalen geforderte Verhalten wird ausserdem in der Verkehrsregelnverordnung konkretisiert.

## Anforderungen
Es dürfen nach Art. 101 SSV nur die in dieser Verordnung beschriebenen Signale verwendet werden, andere Signale sind (mit Ausnahmen) nicht zulässig.
Weiterhin dürfen die Signale nur angeordnet werden, wo unbedingt erforderlich.
Schriftzeichen müssen in der Schrift "ASTRA Frutiger" gesetzt sein.
Für die Strassensignale ist entweder das Bundesamt für Strassen (ASTRA) oder die benannte kantonale Behörde verantwortlich.

## Verträge
Die Signalisationsverordnung dient ausserdem der Umsetzung des Übereinkommens über Strassenverkehrszeichen, des Europäischen Zusatzübereinkommens zum Übereinkommen über Strassenverkehrszeichen, das in Wien am 8. November 1968 zur Unterzeichnung aufgelegt wurde (inklusive Protokoll über Strassenmarkierungen).